# مارکو روفو
 مارکو روفو (انگلیسی: Marco Ruffo؛ زادهٔ ۱ ژانویه ۱۵۰۰) یک معمار اهل ایتالیا است. 